# Jacob Astor
Pour les articles homonymes, voir Astor.
Jacob Astor (né le 23 décembre 1867 à Bernkastel et mort le 4 décembre 1938 dans la même ville) est un homme politique allemand du Zentrum.

## Biographie
Après avoir terminé l'école primaire, Astor étudie au lycée de Trèves jusqu'à Obersekunda, puis termine un apprentissage commercial à Trèves en 1887. Jusqu'en 1891, il sert dans le 4e régiment de grenadiers de la Garde. Après avoir été copropriétaire d'un caviste de Moselle (grossistes et détaillants) à Bernkastel-Kues de 1890 à 1907, il reprend ensuite un magasin de produits de mode établi de longue date (également grossistes et détaillants). Pendant la Première Guerre mondiale, il est employé comme commandant de station pour Trèves-Ouest et quelquefois aussi au ministère de la Guerre du Reich.
Astor siège au conseil de surveillance de l'association d'achat des fabricants ouest-allemands et est président de l'Association du Reich des associations de détaillants et de 1912 à 1934 président de l'association du commerce de détail (depuis 1921, association professionnelle pour le commerce de détail).

## Parlementaire
Astor est conseiller municipal de Bernkastel-Kues. De 1912 à 1918, il est député du Reichstag pour la circonscription de Wittlich-Bernkastel. En 1919/20, il est membre de l'Assemblée nationale de Weimar. À partir du 28 juillet 1931, lorsqu'il succède à son défunt ami du parti Peter Kerp (de), jusqu'en juillet 1932, il est de nouveau député du Reichstag.